# 中村周而
中村 周而（なかむら しゅうじ、1947年〈昭和22年〉1月2日 - ）は、日本の弁護士。新潟県弁護士会所属。1995年度新潟県弁護士会会長、2005年度日本弁護士連合会副会長を務めた。

## 略歴
- 1947年1月2日 - 岩手県に生まれる[1]。
- 1969年 - 新潟大学卒業[3]。
- 1972年 - 弁護士登録[3]。
- 1973年 - 新潟合同法律事務所入所[3]。
- 1995年度 - 新潟県弁護士会会長[3]。
- 2005年度 - 日本弁護士連合会副会長[3]。

## 主な取扱い事件
- コラルジル薬害訴訟
- 信濃川河川敷訴訟
- ノーモア・ミナマタ第2次新潟訴訟

出典：